# Villars Basket
El Villars Basket es un equipo de baloncesto suizo con sede en la ciudad de Villars-sur-Glâne, que compite en la LNB, la segunda división del baloncesto suizo. Disputa sus encuentros como local en la Salle Platy.

## Nombres
- Villars-Sur-Glane Basket (hasta 2011)
- Villars Basket (2011-)

## Posiciones en Liga
- 1998 (LNB)
- 1999 (LNB)
- 2000 (LNB)
- 2001 (7-LNB)
- 2002 (6-LNB)
- 2003 (6-LNB)
- 2004 (3-LNB)
- 2005 (7-LNB)
- 2006 (8-LNB)
- 2007 (5-LNB)
- 2008 (2-LNB)
- 2009 (11-LNB)
- 2010 (6-LNB)
- 2011 (7-LNB)
- 2012 (9-LNB)
- 2013 (8-LNB)

### Plantilla 2013-2014
| N.º | Nombre             | Nacionalidad     | Puesto  |
| --- | ------------------ | ---------------- | ------- |
| --  | Jeffrey Schwab     | Bandera de Suiza | Escolta |
| --  | Vincent Lauterburg | Bandera de Suiza |         |

## Palmarés
- Semifinales LNB - 2010